# Archangielski Oddział Pograniczny NKWD
Archangielski Oddział Pograniczny NKWD – jeden z oddziałów wojsk pogranicznych NKWD w północnej części Związku Radzieckiego.
Jego sztab stacjonował w Archangielsku.
Od marca 1939 funkcję naczelnika sztabu Archangielskiego Oddziału wojsk pogranicznych NKWD pełnił Siergiej Ogolcow.

## Literatura
- Heller M. (М.Я. Хеллер), Niekricz A. (А.М. Некрич): Historia Rosji 1917-1995 Utopia u władzy. 4 t. ISBN 5-87902-004-5.